# Hagen Melzer
Hagen Melzer (Bautzen, República Federal Alemana, 16 de junio de 1959) es un atleta alemán, especializado en la prueba de 3000 m obstáculos en la que llegó a ser subcampeón mundial en 1987.

## Carrera deportiva
En el Mundial de Roma 1987 ganó la medalla de plata en los 3000 m obstáculos, con un tiempo de 8:10.32 segundos, llegando a meta tras el italiano Francesco Panetta y por delante del belga William Van Dijck.